# Zungenbecken

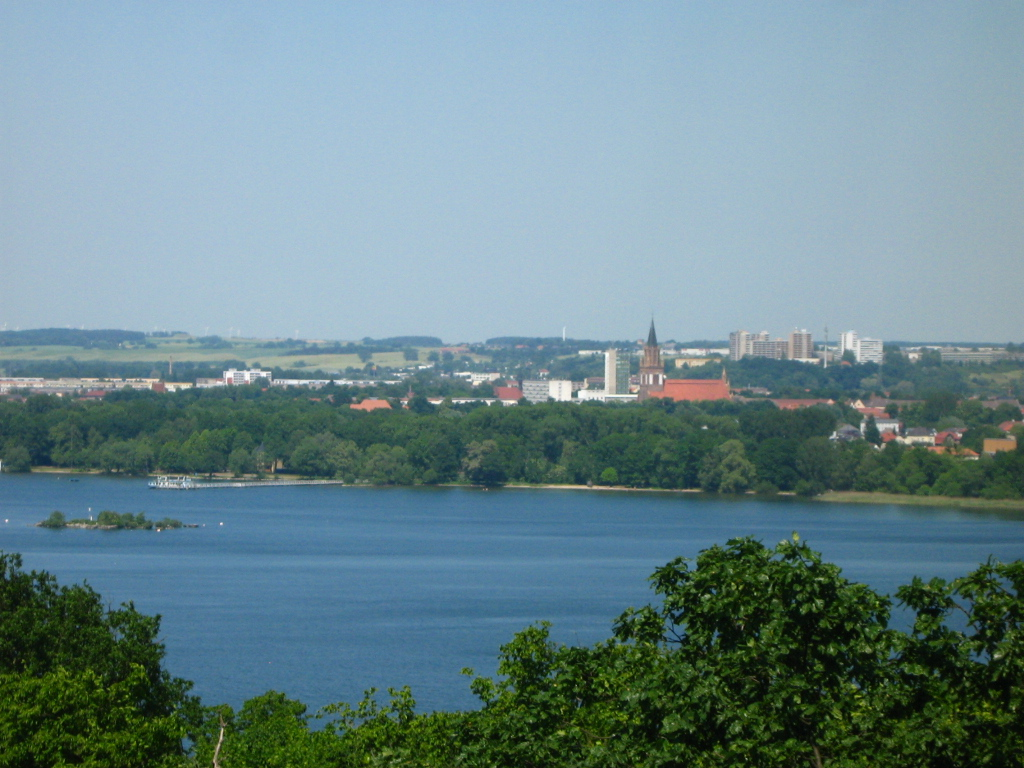
El Tollensesee, un lago glaciar

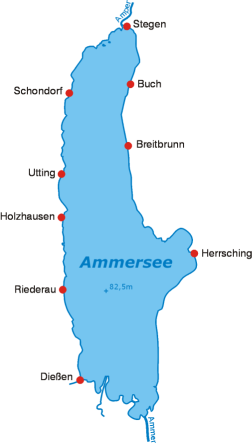
mapa del lago Ammersee que muestra su forma alargada

Un Zungenbecken, también conocido como cuenca de lengua es parte de una serie de formaciones geológicas, conocidas como series glaciales. se trata de una depresión que es formada por las masas de hielo, después de que la boca del glaciar (en alemán: Gletscherzunge, literalmente «glaciar lengua») retrocede, la cual al principio es llenada por aguanieve, formando así un lago proglacial que después es llenada con agua superficial que proviene de corrientes de precipitación. Cuando el glaciar se descongela casi en su totalidad se produce un lago dedo  o un lago glaciar piedemonte (en alemán Zungenbeckensee). El término Zungenbecken es de origen alemán, pero es usado en fuentes en el idioma inglés.
Ejemplos de este fenómeno son los lagos Tegernsee, Lago Ammer, Lago de Starnberg, Lago de Constanza, Lago Chiem, Tollensesee y el Mar Báltico. 